# Джоана Тролъп
Джоана Тролъп (на английски: Joanna Trollope) е английска писателка на произведения в жанра социална драма, любовен роман, исторически роман и документалистика. Пише и под псевдонима Каролайн Харви (на английски: Caroline Harvey).

## Биография и творчество
Джоана Тролъп е родена на 9 декември 1943 г. в Минчинхамптън, Глостършър, Англия, в семейството на Артър Тролъп и на Розмари Хъдсън. Далечна роднина е на писателя Антъни Тролъп. Баща ѝ е ръководител на малко строително дружество, а майка ѝ е художничка и писателка. Има по-малки брат и сестра. При раждането ѝ баща ѝ е на военна служба в Индия, и се връща когато тя е тригодишна. Учи в девическото училище в Рейгейт, Съри. Получава през 1961 г. стипендия за колежа Сейнт Хю на Оксфордския университет и следва английска филология.
След дипломирането си, в периода 1965 – 1967 г. работи в Министерството на външните работи и Британската общност. Докато е държавен служител, изследва Източна Европа и отношенията между Китай и развиващия се свят. В периода 1967 – 1979 г. работи на редица преподавателски длъжности, а от 1980 г. се посвещава на писателската си кариера.
Първоначално започва да пише исторически романи. Първият ѝ роман „Елиза Станхоуп“ е издаден през 1978 г., а през 1979 г. е издаден романът ѝ „Дъщерята на Парсън Хардинг“ под псевдонима Каролайн Харви, първите имена на родителите на баща ѝ. Романът „Дъщерята на Парсън Хардинг“ получава наградата за исторически любовен роман на годината. и историческата награда „Елизабет Гоудж“. Историческите ѝ романи обаче не са достатъчно успешни, и насърчавана от втория си съпруг, Иън Къртейс, започва да пише съвременни любовни романи, с които става известна. Първият ѝ съвременен роман е „Хорът“ издаден през 1988 г. и екранизиран в едноименния телевизионен минисериал през 1995 г. Романът ѝ „Съпругата на ректора“ от 1991 г. става бестселър и през 1994 г. е екранизиран в едноименния телевизионен минисериал. Романите ѝ „Селска афера“ от 1989 г. и „Децата на други хора“ от 1998 г. също са екранизирани за телевизията. През 2013 г. с романа „Разум и чувства“ участва в съвместната поредица „Проект Остин“, в който няколко писатели правят съвременни версии на произведенията на писателката Джейн Остин. Произведенията ѝ са преведени на над 25 едика по света.
На 14 май 1966 г. се омъжва за банкера Дейвид Потър, с когото имат две дъщери, Антония и Луиз. Развеждат се през 1983 г. През 1985 г. се омъжва за телевизионния драматург Иън Къртейс, който има двама сина от предишен брак. Развеждат се през 2001 г.
Джоана Тролъп живее в Западен Лондон.

## Произведения

### Самостоятелни романи
- Eliza Stanhope (1978)[1][2][3][4][5]
- Leaves from the Valley (1980)
- The Choir (1988)
- A Village Affair (1989)
- A Passionate Man (1990)
- The Rector's Wife (1991)
- The Men and the Girls (1992)
- A Spanish Lover (1993)
- The Best of Friends (1995)
- Next of Kin (1996)
- Faith (1996)
- Other People's Children (1998)
- Marrying the Mistress (2000)
- Girl from the South (2002)
- Brother and Sister (2004)
- Second Honeymoon (2006)
- Friday Nights (2008)
- The Other Family (2010)
- Daughters in Law (2011)
- The Soldier's Wife (2012)
- Balancing Act (2014)
- City of Friends (2017)
- An Unsuitable Match (2018)
- Mum & Dad (2020)

### Поредица „Проект „Остин“ (Austen Project)
- Sense and Sensibility (2013)[1]
Разум и чувства, изд.: ИК „Еднорог“, София (2015), прев. Веселин Иванов

от поредицата има още 3 романа от Вал Макдърмид, Алегзандър Маккол Смит и Къртис Ситенфелд

### Сборници
- Imagined Lives (2011) – с Джон Банвил, Трейси Шевалие, Джулиан Фелоуз, Алегзандър Маккол Смит, Тери Пратчет, Сара Сингълтън и Минет Уолтърс[1]

### Документалистика
- Britannia's Daughters (1983)[1]
- The Country Habit (1993)[3]
- Poems for Love (2018)

### Като Каролайн Харви

#### Самостоятелни романи
- Parson Harding's Daughter (1979)[1][3][5]
- Legacy of Love (1980)
- City of Gems (1981)
- The Steps of the Sun (1983)
- The Taverners' Place (1986)
- A Second Legacy (1993)
- A Castle in Italy (1993)
- The Brass Dolphin (1997)

### Екранизации
| Година | Заглавие                    | Описание                 |
| ------ | --------------------------- | ------------------------ |
| 1994   | The Rector's Wife           | тв минисериал            |
| 1995   | The Choir                   | тв минисериал, 5 епизода |
| 1995   | A Village Affair            | тв филм                  |
| 2000   | Other People's Children     | тв сериал                |
| 2009   | In Boston liebt man doppelt | тв филм                  |
| 2010   | Geliebte Familie            | тв филм                  |